# Complexe sportif Jean-Bouin (Marseille)
Le complexe sportif Jean-Bouin, situé au 65, avenue Clot Bey dans le 8e arrondissement de Marseille, tient son nom du stade Jean-Bouin, le principal équipement sportif du complexe, inauguré officiellement le 1er novembre 1921.

## Histoire
Les lieux sont composés d'un stade, un terrain annexe, un gymnase, un dojo, deux salles de musculation, onze terrains de tennis ainsi qu'un plateau sportif d'EPS et une aire d'athlétisme.
Le complexe accueille également le pôle France de gymnastique artistique féminine dans l'ancienne piscine construite en 1967 et fermée en 1978, et le bureau du Stade Marseillais Université Club (SMUC).
Le complexe a fait l'objet d'une réhabilitation, d'un montant de 6,75 millions d'euros, à l'occasion de la Coupe du monde de Rugby à XV 2007 en France. Le stade Vélodrome accueillant plusieurs matchs du mondial, l'équipe des All-Blacks installe son camp d'entrainement sur le complexe Jean Bouin.